# مصادره اموال ارمنی‌ها در ترکیه
| |  |  |
| (چپ) کاخ ریاست جمهوری، محل اقامت رسمی رئیس جمهور ترکیه (مصطفی کمال آتاتورک) در اصل این املاک متعلق به ارمنی اُهانس کاسابیان می‌باشد. (راست) از اموال تصاحب شده از سوی ترکیه. زمینی که در آن پایگاه هوایی اینجرلیک ساخته شده متعلق به یک خانواده ارمنی بوده‌است. |  |  |

مصادره اموال ارمنی‌ها در ترکیه در ۲۷ مه ۱۹۱۵میلادی، تنها چند هفته پس از آغاز کوچ اجباری ارمنیان، مجلس عثمانی قانون مربوط به تبعیدیان را به قصد تصاحب دارایی‌های آنان تصویب کرد و کوشید تا به غارت دارایی‌های برجای مانده از ارمنیان، پس از تبعید، وجههٔ قانونی دهد. این قانون در ۱۰ ژوئن ۱۹۱۵میلادی تصویب و در ۲۶ سپتامبر ۱۹۱۵میلادی برای اجرا به کمیته‌های محلی مصادرهٔ اموال، در استان‌هایی که کوچ اجباری بومیان در آن‌ها به اجرا درمی‌آمد، ابلاغ شد. این قانون ارمنیان را «مردم کوچ داده شده» و دارایی‌های آنان را «اموال با میل خود رها شده و دارایی‌های بی صاحب» اعلام می‌کرد.
بخش عمده‌ای از مصادره‌های صورت پذیرفته طی نسل‌کشی ارمنیان، پس از تبعید آن‌ها به بیابان‌های سوریه انجام شد که دولت کالاها و دارایی‌های باقی‌مانده از ارمنیان را به عنوان دارایی‌های «رهاشده» اعلام کرد. تقریباً تمام دارایی‌های متعلق به ارمنیان ساکن میهن اجدادی خویش در ارمنستان غربی مصادره و سپس میان جمعیت مسلمان محلی تقسیم شدند.
در سال ۱۹۷۴میلادی تلاش‌هایی برای ضبط و مصادره آن دسته از دارایی‌های جامعه ارمنیان که پس از اعلام اموال در سال ۱۹۳۶میلادی به دست آمده بودند، از سر گرفته شد.
استدلال مورخان این است که مصادره انبوه دارایی‌های ارمنیان عامل مهمی در شکل‌دادن به پایه‌های اقتصادی جمهوری ترکیه بود و در واقع سرمایهای بود که به اقتصاد ترکیه تزریق شد. این تصاحب موجبات شکل‌گیری یک طبقه بورژوازی جدید و یک طبقه متوسط انحصاری را در ترکیه فراهم آورد.

## تاریخ
| |  |  |
| یک نمونه فهرستی از اموال مصادره شده ارمنیان، (انواع کالاها و دارایی‌های آنان) ارائه شده توسط کمیسیون شهر آدانا. |  |  |

در ۱۶ مه ۱۹۱۵، در جریان نسل‌کشی ارمنیان، دستورالعمل محرمانه‌ای تحت این عنوان منتشر شد:
«دستورالعمل اداری مربوط به اموال منقول و غیرمنقول رها شده از سوی ارمنی‌های تبعید یا اخراج شده در نتیجه جنگ و شرایط سیاسی غیر معمول».
پس از تصویب این دستورالعمل، کمیسیون‌های ویژه‌ای تحت عنوان «کمیسیون املاک رها شده» به زبان ترکی، (Emval Metrûke İdare Komisyonları) و «کمیسیون تسویه» (به زبان ترکی: Tasfiye Komisyonu) ایجاد گردیدند، که وظیفه آن‌ها ارائه اطلاعات دقیق و ارزیابی ارزش دارایی‌های «رها شده» تبعید شدگان زیر نقاب موجه «حفاظت» از آن‌ها بود. تعداد این کمیسیون‌ها تا ژانویه ۱۹۱۶ به ۳۳ مورد افزایش یافت.
پس از خروج تبعیدی‌ها، کالاها و دام‌های آن‌ها، که «فاسدشدنی» محسوب می‌شدند، به عنوان اولین اقلامی که باید از طریق مزایده عمومی به فروش برسند در اولویت قرار گرفتند. سود حاصل از این حراج قرار بود مطابق با استحقاق مالکان حفظ شود. پس از ارائه اسناد اموال (نسخه ارائه شده به صاحبان و وزارت خزانه داری دولت عثمانی)، دستورالعمل یادشده مشخص می‌کرد که مهاجران (پناهندگان ترکیه، که عمدتاً پناهندگان جنگ‌های بالکان بودند) باید در زمین‌های خالی و املاک متعلق به تبعیدی‌ها اسکان داده شوند. پناهندگان پس از اسکان باید به ثبت این زمین‌ها و خانه‌ها اقدام می‌کردند، در حالیکه دیگر دارایی‌های ضمیمه شده به این املاک مانند باغ‌های زیتون و باغ‌های انگور نیز باید در میان آن‌ها تقسیم می‌شدند. وسایل و دارایی‌های ناخواسته باید در مزایده‌های عمومی به فروش می‌رسیدند. به گفته مورخی به نام دیکران کویمجیان، اسکان پناهندگان در اراضی و املاک ارمنیان اخراجی نشان می‌دهد که مقامات محلی می‌دانستند که اخراجی‌ها هرگز باز نخواهند گشت.
در ۲۹ مه ۱۹۱۵، کمیته مرکزی حزب اتحاد و ترقی، قانون تهجیر را به تصویب رساند که اخراج «افرادی که تهدیدی برای امنیت ملی محسوب می‌شدند» را مجاز می‌دانست.
«قانون تهجیر تأکید می‌کرد که اخراجی‌ها نباید دارایی‌های خود را به فروش برسانند، بلکه باید فهرستی مفصل و حاوی جزئیات را از دارایی‌های خود تهیه کنند و آن را به مقامات محلی ارائه دهند.
کل اموال شامل مبلمان، لوازم خواب و مصنوعات خویش را رها کند. مغازه‌ها و کسب و کار خود را با تمام وسایل داخل آن ببندند. درب‌های شما مهر و موم خواهد شد و پس از بازگشت تان، همه آنچه را که ترک کرده بودید دوباره تصاحب خواهید شد. هیچ ملک یا وسیله گران‌قیمتی را نفروشید. در غیر این صورت هم خریدار و هم فروشنده به‌طور یکسان مشمول اقدام قانونی خواهد شد. پول خود را به نام یکی از بستگان مقیم خارج از کشور در بانک سپرده‌گذاری کنید. فهرستی از کلیه اموال خویش، از جمله احشام، تهیه کرده و به مقام رسمی مربوطه تحویل دهید، به گونه‌ای که تمام اموالتان بعدها قابل برگشت به شما باشند. ده روز برای اطاعت از این اولتیماتوم فرصت دارید.»

| |  |  |
| قانون موقت سلب مالکیت و مصادره اموال در بسیاری از روزنامه‌ها در سراسر امپراتوری عثمانی منتشر شد. عکس بالا یک نمونه از روزنامه‌هایی است که در سال ۲۳ اکتبر ۱۹۱۵ میلادی در روزنامه‌ای انگلیسی به نام The Orient منتشر شد. این قانون شامل یازده بند می‌شود که در این روزنامه منتشر شده‌است. بعدها این یازده بند به دو بند کاسته شد به‌طوری‌که «آرتور فون» رئیس دویچه بانک آن را مورد تمسخر قرار می‌دهد.[۱۷][۱۸]بسیاری از کارشناسان حقوقی و دیپلمات‌های غربی به آن «قانون غارت» نام نهادند.[۱۹] |  |  |

در ژوئن ۱۹۱۵، همگام با اجرای قانون تهجیر، وظیفه پرداختن به امور اموال رها شده اخراجی‌ها یا ارمنیان کشته شده بر عهده اداره اسکان قبایل و پناهندگان (به زبان ترکی: Iskan-I Asairin Muhacirin Muduriyeti)، که زیر نظر وزارت امور داخلی فعالیت می‌کرد، قرار گرفت. این کمیسیون، که حقوق کارمندان آن از محل اموال مصادره شده ارمنیان تأمین می‌شد، «قانون موقت مصادره و سلب مالکیت» (قانون «دارایی‌های رهاشده») را تهیه کرد و در ۲۷ سپتامبر (۱۳ سپتامبر بنابر تقویم اسلامی) آن را ثبت دفتری کرد و در تاریخ ۸ نوامبر حکم دیگری را برای اجرای قانون به تصویب رساند. هدف از این قوانین، کاهش مالکیت ارمنیان، ثروتمندسازی سیاستمداران ملی و اسکان مجدد پناهندگان مسلمان ترکیه در املاک ضبط شده بود.
اموال مصادره شده شامل اموال شخصی (از جمله زمین، ساختمان، و حساب بانکی)، کسب و کار، و همچنین اموال جمعی (مانند کلیساها) می‌شد. اقلامی که برای اقدامات جنگی مفید تلقی می‌شدند در اولویت قرار گرفتند و بلافاصله با صدور حکمی جداگانه مصادره شدند. براساس قانون، معامله اموال و دارایی‌ها قبل از اخراج ممنوع بود، لذا این امر مانع از دستیابی صاحبان اموال به فرصتی برای حفظ دارائی‌های خویش شد. اگرچه این قانون «موقت» خوانده می‌شد، به نظر می‌رسید که هدفِ مقررات قید شده درون آن تغییر دائمی قومیت اجتماعات از ارمنی به مسلمان تُرک بود.

قوانین اسکان مجدد شامل گزارش رسمی اموال و دارایی‌ها به مقامات کشور می‌شد و حاوی روش‌هایی برای افراد شاکی از بابت گرفته شدن اموالشان نیز بود، اما بندهای قانون باعث شد که این مقررات در خدمت هدف بزرگتری قرار گیرند که همانا ترک‌سازی مناطق و بخش‌های اقتصادی مختلف بود. سوابق اموال و درآمد حاصل از فروش یا اجاره دارائی‌های مصادره شده ثبت گردیدند و نزد وزارت امور مالی قرار گرفتند تا هنگام عودت احتمالی اموال به صاحبان خود ارائه شوند. علاوه بر این، در این قانون امکان شکایت افراد به خاطر مصادره اموالشان (و پرداخت هرگونه خسارت وارده بر اموال) در نظر گرفته شده بود. با این حال، در این قانون لزوم شکایت صاحبان اموال و حضور آن‌ها مطرح شده بود (اجازه وکالت داده نمی‌شد)، که با توجه به کشته شدن یا در تبعید بودن صاحبان اموال امری غیرممکن بود. علاوه بر این، وضعیت مدافع در هر مورد به گونه‌ای بود که شانس موفقیت وی در هر دادخواهی را بسیار بعید می‌کرد.
در نهایت، قانون، فروش اموال مصادره شده در حراج را در نظر می‌گرفت، زیرا قانون مزبور تصریح کرده بود که «هر فردی غیر از پناهندگان مسلمان ترکیه تنها می‌تواند با تصویب وزارت امور داخلی ترکیه صاحب ملک شود». نتیجه این بود که مسلمانان غیر ترک عملاً از این طرح حذف می‌شدند. املاک اغلب در اختیار نخبگان سیاسی، ملی و بومی قرار گرفت که در نهایت آن‌ها را در اختیار پناهندگان مسلمان ترکیه قرار دادند.
اثرات این قوانین فوری بود. بر اساس گزارشی که در ژوئن ۱۹۱۶ توسط سفیر آلمان مستقر در قسطنطنیه ارائه شد، کالاهای ارمنی‌ها «پس از مدتی مصادره شده، و سرمایه آن‌ها توسط یک به اصطلاح کمیسیون تسویه شد. به این معنی که اگر یک ارمنی، صاحب خانه‌ای به ارزش ۱۰۰ هزار پوند بود، یک شهروند ترک یک دوست یا عضو حزب اتحاد و ترقی می‌توانست آن را به مبلغ حدود ۲ هزار پوند تصاحب کند».

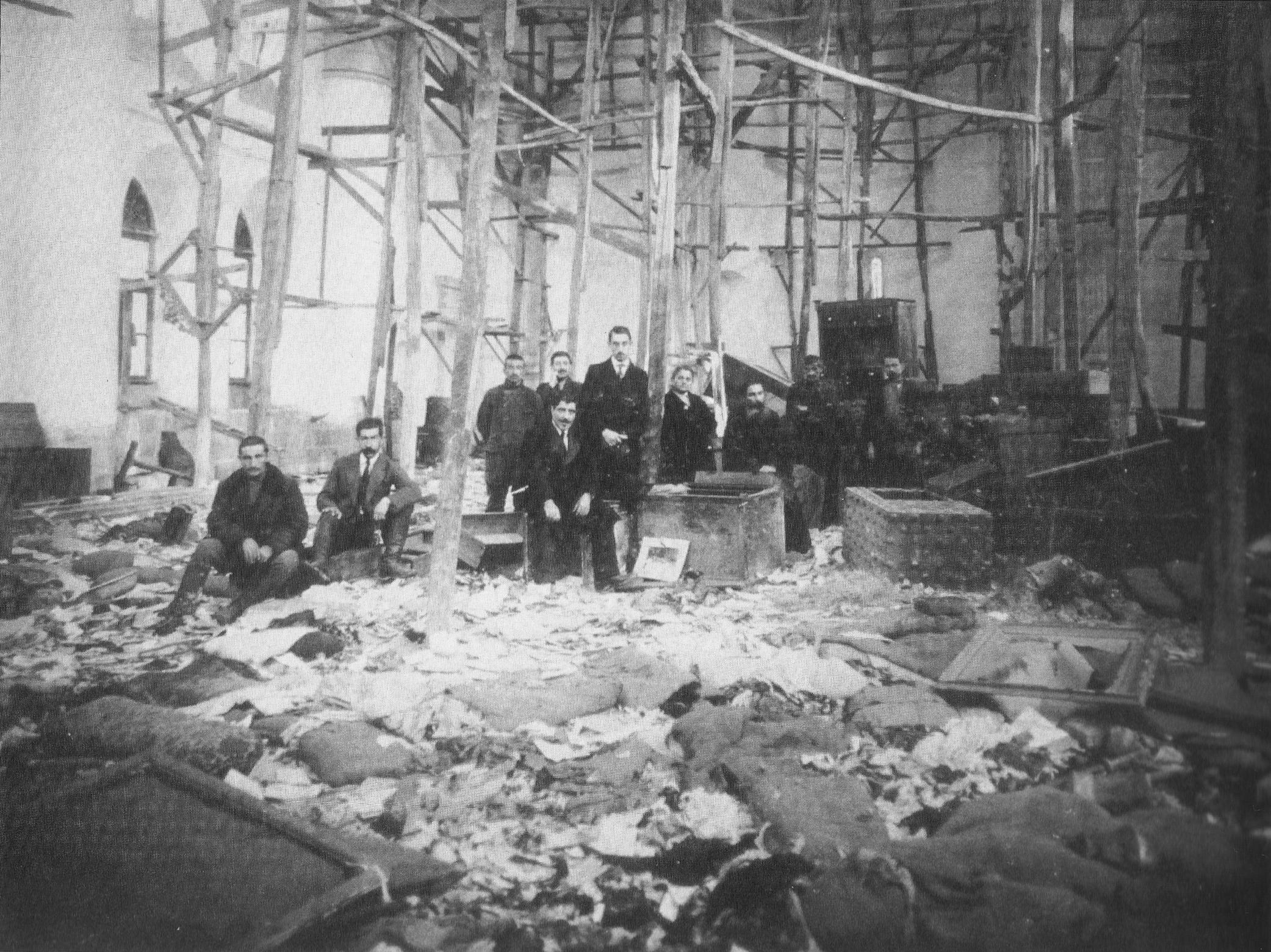
کلیسای ارمنی شهر ترابزون در سال ۱۹۱۸ میلادی که به عنوان مرکز پخش اموالی که از ارمنیان مصادره شده بود استفاده می‌شده‌است.

سناتور احمد ریزا با اعتراض به این عملکرد دولت عثمانی اعلام کرد:
«هیچ‌کس حق فروش دارایی‌های من را تا زمانی که با این عمل موافق نیستم ندارد و این بر خلاف مادهٔ ۲۱ قانون اساسی کشور است. اگر ما به راستی قانون اساسی داریم، پس چنین عملی نمی‌تواند صورت گیرد. این یک بی قانونی است. مرا بگیرند و از زادگاهم اخراج کنند سپس دارایی‌های من را بفروشند یا ببخشند! چنین عملی را نه فهم و شعور اجازه می‌دهد و نه قوانین عثمانی.»
احکامی رسمی برای مصادره بسیاری از اموال و کسب و کار مصادره شده ارمنیان و انتقال آن‌ها به مسلمان صادر شد. در ۶ ژانویه ۱۹۱۶،طلعت پاشا، وزیر کشور امپراتوری عثمانی، چنین مقرر کرد:
«اموال منقول به جامانده از ارمنی‌ها باید به مدت طولانی حفظ شوند و برای افزایش کسب و کار مسلمانان در کشور ما ضروری است که شرکت‌هایی کاملاً متشکل از مسلمانان تأسیس شوند. اموال منقول باید تحت شرایطی مناسب در اختیار آن‌ها قرار گیرند تا تضمینی برای ثبات و تحکیم کسب و کار شان شوند. لازم است مؤسسه‌ها، مدیران و نمایندگان از میان رهبران و نخبگان شریف و بزرگ انتخاب شوند و امکان مشارکت بازرگانان و کشاورزان در سود سهام آن‌ها فراهم شود، کوپن‌ها باید به ارزش نیم لیره یا یک لیره باشند و به نام آن‌ها به ثبت برسند تا از افتادن سرمایه به دست اجنبیان ممانعت شود. رشد کار آفرینی در اذهان مردم مسلمان باید پایش شود و این تلاش و نتایج حاصل از اجرای آن باید مرحله به مرحله به وزارتخانه گزارش شود.»

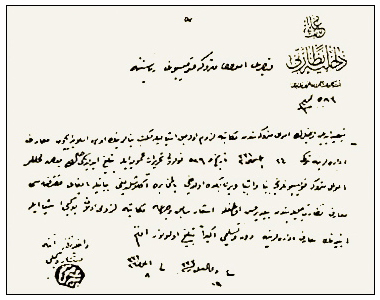
ابن بخشنامه نسبت به تصرف مدارس ارمنیان توسط وزارت کشور به تمام استان‌ها در امپراتوری عثمانی فرستاده شد. ۲ سپتامبر ۱۹۱۵ میلادی، ارسالی از وزارت کشور به رئیس کمیسیون اموال رها شده شعبه قیصریه.

علاوه بر کلیساها و صومعه‌ها، سایر دارایی‌های جمعی مصادره شده شامل مدارس و امکانات آموزشی می‌شدند. وزارت کشور دستور دارد که چنین تسهیلات آموزشی در اختیار مسلمانان قرار بگیرند:
«لازم است مدارس موجود در شهرها و روستاهای تخلیه شده از ارمنیان در اختیار مهاجران مسلمان قرار بگیرند. با این حال، ارزش فعلی بناها، میزان و ارزش لوازم آموزشی آن‌ها نیز باید ثبت و به دایره ثبت عمومی ارسال شوند.»
پس از این حکم، مدارس خصوصی ارمنیان به مدارس ترکان عثمانی تبدیل شدند و لوازم آن‌ها بین جمعیت مسلمان ترک توزیع شد. «آبراهام هاروتیونیان»، کشیش ساکن «زیتون» (شهر سلیمانیه کنونی)، در خاطرات خود اذعان می‌کند که مدرسه زیتون توسط دولت ضبط شد و «دیگر ارمنی‌ها از حق آموزش و پرورش برخوردار نبودند و اماکن آموزشی آن‌ها از صدها کودک تُرک پُر شدند.»
در اوایل دهه ۱۹۳۰، همه دارایی‌های متعلق به ارمنی‌های اخراجی از کشور ضبط شده بودند. از آن زمان تاکنون، هیچگونه استرداد اموال مصادره شده در طی قتل‌عام ارمنیان به انجام نرسیده‌است.. قوانین مربوط به مالکیت اموال رها شده به مدت ۷۳ سال لازم‌الاجرا بودند تا اینکه سرانجام در ۱۱ ژوئن ۱۹۸۶ لغو شدند. مصادره جمعی اموال فرصتی را برای طبقه پایین جامعه ترکیه (یعنی دهقانان، سربازان، و کارگران) فراهم کرد تا خود را به صفوف طبقه متوسط برسانند.
دکتر اومیت اونگور مورخ تُرک معتقد است:
«اقتصاد امروز ترکیه بر پایه اموال و دارایی‌هایی استوار شده که از ارمنیان و بزور تصاحب شده‌است.»
- میزان مصادره توسط دولت عثمانی

در ۱۹۱۶م، ارزش سی هزار کیلوگرم طلایی که دولت عثمانی در بانک رایش برلین سپرده‌گذاری کرد برابر با پنج میلیون لیرهٔ تُرک بود. این سرمایهٔ بزرگ، که در زمان جنگ سپرده‌گذاری شد، حاصل مصادرهٔ سپرده‌های ارمنیان و عملکرد کمیتهٔ مصادرهٔ اموال مناطق ارمنی‌نشین بود. در همین زمان مقادیری طلا، که ارزش آن هنوز مشخص نشده، نیز نزد دویچه بانک سپرده‌گذاری شد. گزارش‌های سنای آمریکا اموال مصادره شدهٔ ارمنیان را در دوران جنگ چهل میلیون دلار ذکر کرده‌اند ولی در یادداشت‌های یکی از رهبران حزب اتحاد و ترقی، یعنی طلعت پاشا، که در ۱۹۱۵میلادی تهیه شده، از مصادرهٔ ۲۰٬۵۴۵ ساختمان، ۲۶۷٬۵۳۶ هکتار زمین کشاورزی، ۷۶٬۹۴۲ هکتار تاکستان، ۷۰۳٬۹۴۱ هکتار باغ زیتون و ۴٬۵۷۳ هکتار باغ شاه توت متعلق به ارمنیان، که به اهالی تُرک منطقه واگذار شده، سخن به میان آمده‌است.
در کنفرانس صلح پاریس (۱۹۱۹)، هیئت ارمنی خسارت مالی ۳٫۷ میلیارد دلاری (حدود ۵۰ میلیارد دلار امروز) را که صرفاً بر کلیسای ارمنیان تحمیل شده بود برآورد کرد. در طول این کنفرانس که در فوریه ۱۹۲۰ برگزار شد، جامعه ارمنی تقاضای دیگری را برای اعاده اموال و دارایی‌های ضبط شده توسط دولت عثمانی مطرح کرد. در بیانیه مشترک، که توسط رهبران مذهبی جامعه ارمنی تهیه و توسط هیئت ارمنی به شورای عالی ارائه شد، ادعا شده بود که دولت عثمانی ۲۰۰۰ کلیسا و ۲۰۰ صومعه را نابود کرده و سیستم‌های قانونی را برای دادن این دارایی‌ها به افراد دیگر تدارک دیده‌است. همچنین در این بیانیه یک ارزیابی مالی از کل خسارات وارده به اموال شخصی و دارایی‌های ارمنیان ترکیه و روسیه ترتیب به میزان ۱۴٬۵۹۸٬۵۱۰٬۰۰۰ و ۴٬۵۳۲٬۴۷۲٬۰۰۰ فرانک (در مجموع حدود ۳۲۶ میلیارد دلار امروز) ارائه شده بود.
علاوه بر این، جامعه ارمنی خواستار اعاده اموال متعلق به کلیسا و باز پرداخت درآمد آن شد. دولت عثمانی هرگز به این بیانیه پاسخ نداد و لذا هیچ‌یک از اموال و دارایی‌ها عودت داده نشدند.
موضوع اموال مصادره شده ارمنیان در تعدادی از معاهدات امضاء شده بین اولین جمهوری ارمنستان و امپراتوری عثمانی مطرح شده بود. هر دو، پیمان باتوم، (امضاء شده در ۴ ژوئن ۱۹۱۸) و معاهده سور (امضاء شده در ۱۰ اوت ۱۹۲۰)، حاوی مقررات مربوط به اعاده دارایی‌های مصادره شده ارمنیان بودند. در بند ۱۴۴ معاهده سور لزوم تعلیق کمیسیون املاک رها شده و کمیسیون تسویه و همچنین ابطال قوانین مصادره اموال تصریح شده بود؛ ولی در عین حال، کسانی که املاک و دارایی‌های ارمنیان را غصب کرده بودند به حمایت از جنبش ملی ترکیه که از زمان سقوط دولت عثمانی شکل گرفته بود پرداختند؛ به این معنی که املاک و دارایی‌های مزبور تحت نام آن‌ها حفظ می‌شد؛ بنابراین، در ۸ مه ۱۹۲۰، قانون اول اعلام شده توسط مجلس تازه تأسیس به عفو متهمین قتل‌عام و سلب مالکیت اموال توسط دادگاه‌های نظامی ترکیه که از ۱۹۱۹ لغایت ۱۹۲۰ برگزار شده بود پرداخت. علاوه براین، بااستقرار جمهوری ترکیه و امضای پیمان لوزان (۲۴ ژوئیه ۱۹۲۳) مفاد معاهده سور هرگز اجرا نشد و کمیته‌های تسویه عملیات مصادره اموال ارمنیان را از سر گرفتند.
علاوه بر اموال مصادره شده، مبالغ زیادی از پول و فلزات گرانبهای متعلق به ارمنی‌ها نیز کشف و ضبط و در خزانه دولت عثمانی یا بانک‌های مختلف آلمانی و اتریشی ذخیره شدند. اعتقاد بر این بود که مبالغ مزبور از حساب‌های بانکی ارمنی اخراجی یا کشته شده خارج شده بودند.
|                                                                     |  |  |
| نمونه گواهی‌های سپرده متعلق به خانم آروس پاسدرماجیان و خانم ویرگینه. |  |  |

در مجموع ۵٬۰۰۰٬۰۰۰ پوند، معادل ۳۰٫۰۰۰ کیلوگرم طلا در سال ۱۹۱۶ میلادی دولت ترکیه در بانک رایش در برلین گذاشته شد. بعد از متارکه جنگ بخش بزرگی از پول ارمنیان به حساب‌های جاری و سپرده در قسطنطنیه به دستور دولت به وزارت خزانه داری واریز شد.
بخش عمده‌ای از سپرده‌های نقدی موجود در بانک‌ها و دیگر موسسات مالی نیز متعاقباً و بلافاصله پس از اخراج آن‌ها غصب شدند. هنگام سپرده گذاری، یک گواهی به عنوان اثبات سپرده به سپرده‌گذار داده شده بود. اما پس از آغاز اخراج، برداشت از حساب ممنوع شد. بخش عمده‌ای از اخراجی‌هایی که مبالغ خود را سپرده‌گذاری کرده بودند، تنها گواهی آن را در اختیار داشتند. بسیاری از سپرده گذاران هنوز هم این گواهی سپرده را با خود دارند. مورخی به نام «کورک باغدیجان» اذعان می‌نماید که با احتساب مبالغ سپرده و سود مرکب آن‌ها، امروز باید ارزش این سپرده‌ها «به مبالغ نجومی رسیده باشند».
- مصادره اموال توسط جمهوری ترکیه

پس از جنگ استقلال ترکیه و ایجاد جمهوری ترکیه در سال ۱۹۲۳، مصادره از سرگرفته شد و اکثر ارمنیان اخراجی کشته شدند. در اوایل دوره جمهوری ترکیه، اصطلاحات حقوقی از «افراد منتقل شده» به «افراد مفقود یا فراری از کشور» تغییر یافت.
در ۱۵ آوریل ۱۹۲۳، درست قبل از امضای پیمان لوزان، دولت ترکیه «قانون دارایی‌های رها شده» را تصویب کرد که امکان مصادره اموال هر ارمنی غایب (که بر سر اموالش حاضر نبود) را بدون در نظر گرفتن علت غیبت و عدم حضور وی فراهم می‌کرد. در حالیکه دادگاه‌های محلی مجاز به ارزیابی ارزش هر ملک و ارائه راهی برای صاحبان املاک جهت طرح دعوی شده بودند، قانون استفاده از هر نوع وکالت نامه از سوی صاحبان غائب اموال را ممنوع کرده بود. این امر باعث می‌شد که آن‌ها بدون بازگشت به کشور نتوانند به دارایی‌های خویش دست یابند. علاوه براین، مدافع این پرونده دولت ترکیه بود که کمیته‌های تخصصی را ایجاد کرده بود تا به این موارد رسیدگی کنند.

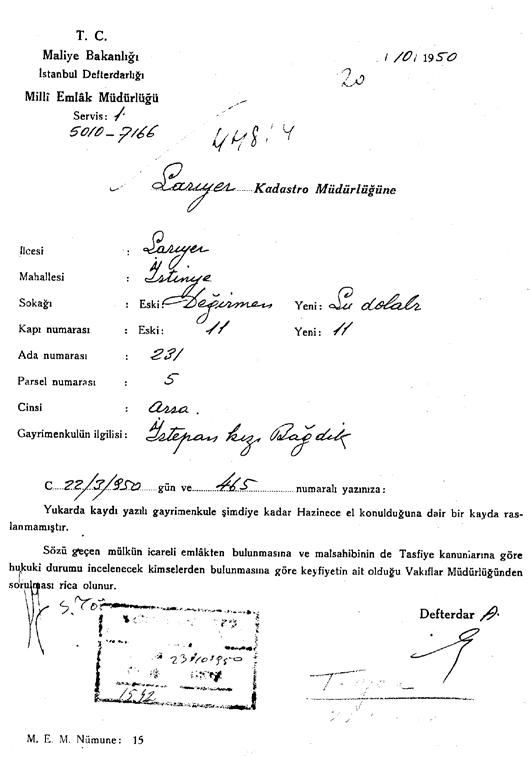
نمونه کمیسیون ویژه برای جدا کردن اخراجی‌های غیر مسلمانان از دیگران متعلق به یک زن ارمنی در سال یکم ژانویه ۱۹۵۰.

علاوه بر این قانون، دولت ترکیه سلب تابعیت بسیاری از مردم را با استناد به قانون ۲۳ مه ۱۹۲۷ ادامه می‌داد. براساس این قانون «تابعیت آن دسته از اتباع عثمانی که در طول جنگ استقلال هیچ نقشی در جنبش ملی آن زمان نداشتند، در خارج از ترکیه باقی ماندند و از تاریخ ۲۴ ژوئیه ۱۹۲۳ تا تاریخ انتشار این قانون به کشور بازنگشته‌اند سلب خواهد شد». علاوه براین، قانون دیگری که در ۲۸ مه ۱۹۲۸ به تصویب رسید تصریح کرده‌است که کسانی که تابعیت خود را از دست داده‌اند از ترکیه اخراج خواهند شد، آن‌ها مجاز به بازگشت نخواهند بود، و اموال آن‌ها به وسیله دولت ترکیه مصادره شده و مهاجران تُرک در آنجا اسکان داده خواهند شد.
در تدارک برای ورود به جنگ جهانی دوم، دولت ترکیه مالیاتی را به نام وارلیک ورگیسی وضع کرد که ساکنان غیر مسلمان ترکیه را به‌طور نامتناسبی مورد هدف قرار داده بود. بسیاری از ارمنیان، و دیگر جمعیت‌های غیر مسلمان، مجبور به فروش اموال خود با قیمت‌های بسیار پایین در مزایده‌های عمومی شدند تا بتوانند مالیات ناگهان افزایش یافته را پرداخت کنند، در غیر این صورت اموال آن‌ها توسط دولت مصادره می‌شد. علاوه براین، قانون مقامات را مجاز به مصادره اموال هر یک از بستگان فرد مشمول مالیات می‌کرد تا وی مجبور به پرداخت مالیات شود. دولت ترکیه مبلغ ۳۱۴٬۹۰۰٬۰۰۰ لیره، معادل حدود ۲۷۰ میلیون دلار آمریکا (۸۰ درصد از بودجه دولت) را از مصادره دارایی‌های افراد غیر مسلمان جمع‌آوری کرد.
این دوره با مصادره بیشتر دارایی‌ها و املاک خصوصی متعلق به ارمنی‌ها مصادف بود. کمیسیون‌های ویژه‌ای برای جدا کردن اخراجی‌های غیر مسلمانان از دیگران ایجاد شد. بازرسان این کمیسیون معمولاً به تسریع در تخلیه و مصادره اموال غیر مسلمانان مورد نظر می‌پرداختند.

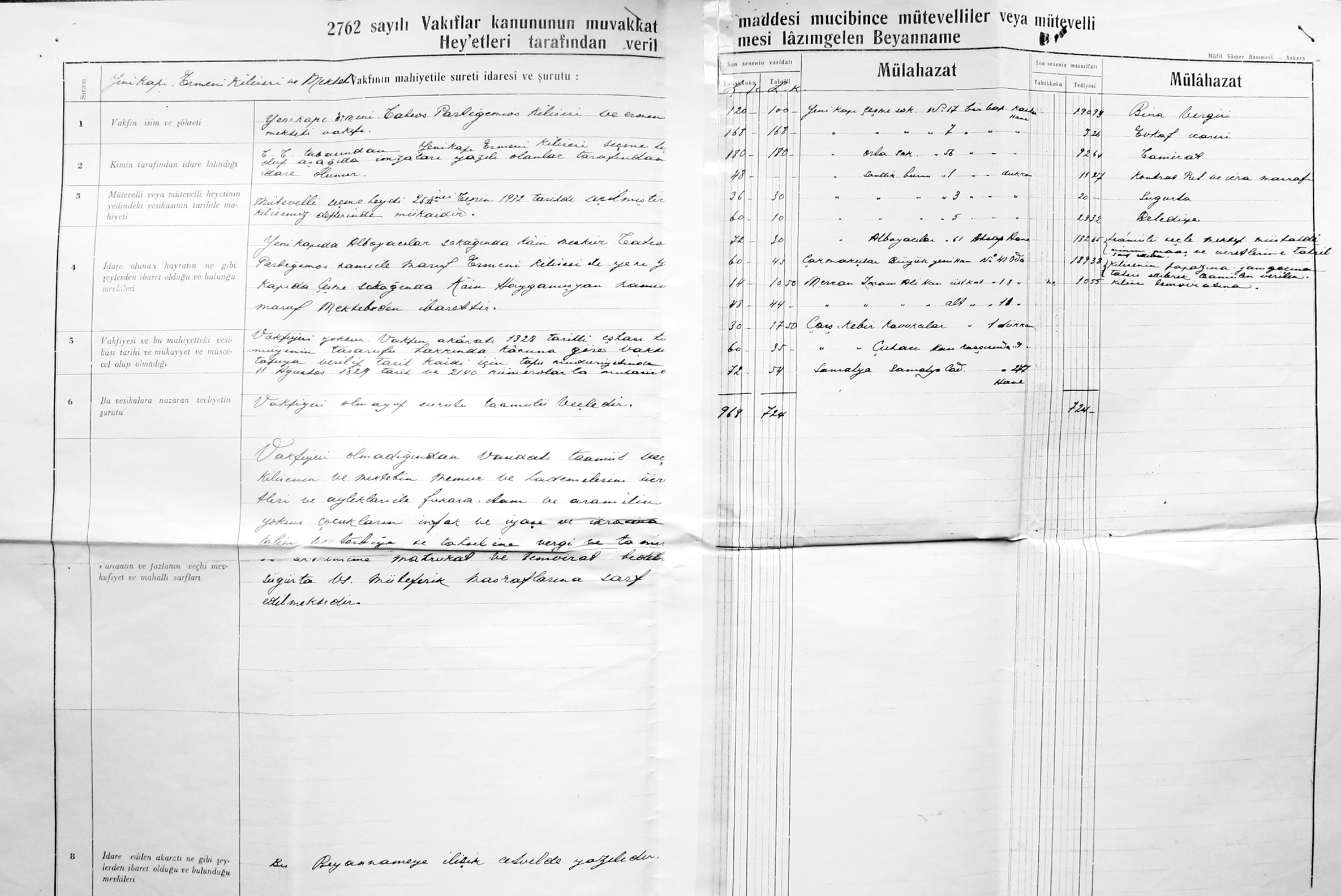
در سال ۱۹۳۶ میلادی دولت ترکیه به بنیادهای اقلیت‌های مذهبی دستور داد لیستی از دارایی‌ها و اموال متعلق به خود را ارائه دهند. عکس بالا یک نمونه از چنین بیانیه از کلیسای تاتووس مقدس و مدرسه هایگانوشیان می‌باشد. از ۲۱ ملک متعلق به اقلیت‌های مذهبی چهارده تای آنان توقیف شد.

در دهه ۱۹۶۰ میلادی، قوانین جدیدی به تصویب رسید که امکان ایجاد بنیادهای جدید و خرید یا تخصیص دارایی‌های اضافی را برای ارمنی‌ها غیرممکن می‌کرد. حکم قانونی مشابهی (قانون ۹۰۳) که در سال ۱۹۶۷ به تصویب رسید، به همراه بند دوم اصلاح قوانین مدنی ترکیه (قانون ۷۴۳) اعلام می‌کرد که «ثبت بنیادهایی که خلاف قانون، اخلاق،سنت یا منافع ملی و برای حمایت از اعتقادات سیاسی، نژاد خاص یا اعضایی که اقلیت عمل کنند تأیید نخواهد شد». چنین قوانینی از سوی کارشناسان حقوقی نوعی تخطی از مفاد قانونی مربوط به حقوق اقلیت‌های موجود در پیمان لوزان، قانون اساسی ترکیه و ماده ۱۱ کنوانسیون اروپایی حقوق بشر، (که «آزادی تأسیس بنیادها و برگزاری جلسات» را فراهم می‌کند) محسوب می‌شد. اصلاحیه و حکم قانونی جدید به مبنایی برای انجام سری جدید مصادره‌ها که زندگی روزانه ارمنی‌های ترکیه را مختل کرده بود تبدیل شد.

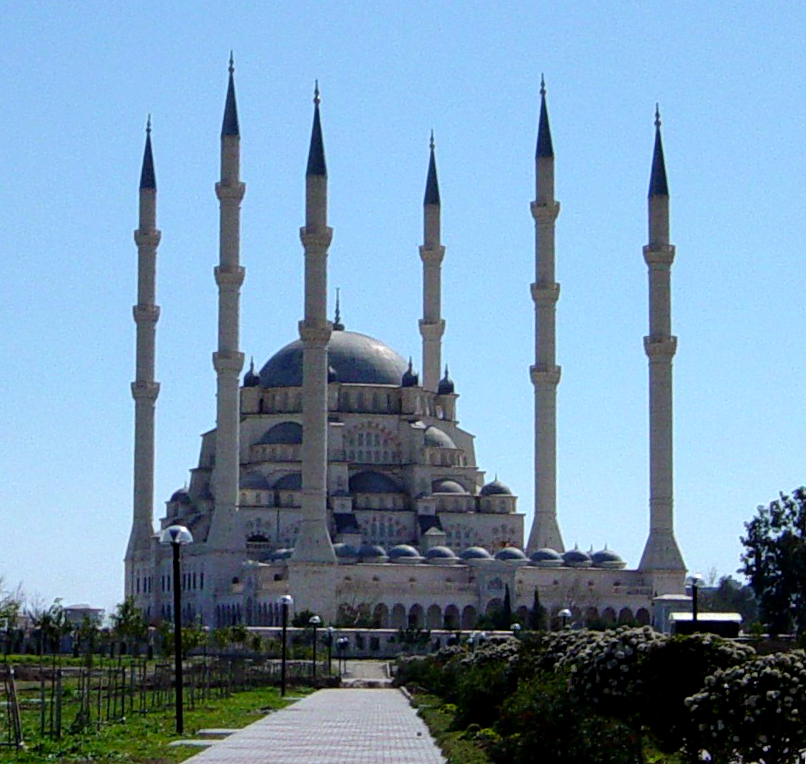
جامعه ارمنی در دوران امپراتوری عثمانی
گورستان‌های متعددی داشتند. اکثر آنان مصادره شدند که تنها سه گورستان باقی مانده‌است. یکی از این گورستان‌های مصادره شده که زمین آن متعلق به ارمنیان می‌باشد در شهر آدانا جایی که مسجد صابونچی بر روی آن ساخته شده‌است.

در سال ۱۹۷۴ قانون جدیدی تصویب شد که اعلام می‌کرد اتحادیه‌های غیر مسلمان نمی‌توانند بیش از آنچه در سال ۱۹۳۶ به نام آن‌ها به ثبت رسیده به تملک دارایی بپردازند. در نتیجه، بیش از ۱۴۰۰ دارایی (شامل کلیساها، مدارس، ساختمان‌های مسکونی، بیمارستان‌ها، اردوگاه‌های تابستانی، گورستان‌ها، و یتیم خانه‌ها) جامعه ارمنی استانبول از سال ۱۹۳۶ به صورت سابق به عنوان تملک‌های غیرقانونی طبقه‌بندی شده و توسط دولت ضبط شدند. دادگاه‌های ترکیه بر اساس قانون، شهروندانِ تُرک متعلق به تبار غیر تُرک را «خارجی» تلقی کردند و در نتیجه آن‌ها را تحت همان مقررات قانونی قرار دادند که به شرکت‌های خارجی یا مالکان ساکن خارج از کشور و فاقد ملیت تُرک تعلق می‌یافت. این مقررات بیشتر باعث شد که بنیادهای غیر مسلمان به عنوان «تهدیدی» بالقوه برای امنیت ملی تلقی شوند. این فرایند شامل عودت دارایی‌های تملک شده پس از سال ۱۹۳۶، چه از طریق قرعه‌کشی (لاتاری)، چه از طریق اهدای خرید، به صاحبان یا وارث سابق آن‌ها می‌شد. اگر صاحبان سابق فوت شده و فاقد وارث بودند، اموال آن‌ها باید به سازمان‌های دولتی معینی مانند وزارت خزانه داری یا اداره کل بنیادها منتقل گردد.
در روز ۱۱ ژوئن ۱۹۸۶، قوانین مربوط به دارایی‌های «رهاشده» ضمن نسل‌کشی ارمنیان لغو شد و با لغو آن‌ها ،۷۳ سال اعتبار قانونی این قوانین به پایان رسید. در طول دوره جمهوری ترکیه، قوانین تصویب شده همچنان مبانی قانونیِ مصادره اموال اضافیِ متعلق به تبعید شدگان را فراهم می‌کرد. اگر چه قوانین مزبور در سال ۱۹۸۶ لغو شدند، اما اداره کل ثبت اراضی و املاک (به زبان ترکی:Kadastro Genel MüdürlüğüTapu) حکمی را در تاریخ ۲۹ ژوئن ۲۰۰۱ صادر کرد که به‌طور مؤثر کلیه دارایی‌های «رها شده» برجای مانده را به دولت منتقل می‌کرد. بنابراین حکم، افشاء هرگونه اطلاعات در مورد عنوان یا اسناد و مدارک دارایی‌ها ممنوع شد. در نتیجه، صاحبان یا وارث آن‌ها نمی‌توانستند ادعایی برای تملک اموال خود داشته باشند زیرا اکنون این کار بر اساس قانون ترکیه تحریم شده و اموال مزبور به دارایی‌های متعلق به دولت تبدیل شده بودند.

## دستورالعمل تعلیمات نامه
هدف از این دستورالعمل تعیین چگونگی مصادرهٔ دارایی‌های منقول و غیرمنقول پانصد هزار خانوادهٔ ارمنی و همچنین مصادرهٔ مدارس، کلیساها، دیرها و دارایی‌های دیگر آنان بود. طبق دستورالعمل مجریان موظف به ارائهٔ گزارش دارایی‌های مصادره شده به وزارت امور داخلی بودند.
مواد ۲، ۳، ۶، ۱۱ و ۲۲ این دستورالعمل در خصوص دارایی‌های برجای مانده در خانه‌ها، کلیساها و صومعه‌ها است:
- ماده۲: پس از کوچ اهالی هر روستا، دارایی‌های هر فرد در خانه‌اش جمع‌آوری و در خانه پلمب شود و تحت مراقبت قرار گیرد.
- ماده۳:دارایی‌های تحت مراقبت با جزئیات کامل صورت برداری و سپس ارزش‌گذاری و نام صاحب دارایی نیز در گزارش قید و سپس اموال مربوط به صاحب خانه، کلیسا یا صومعه، در حضور صاحب آن، به انبار دولتی منتقل شود. از گزارش تهیه شده یک نسخه به نمایندهٔ دولت و یک نسخه نیز به نمایندهٔ وزارت امور داخلی در منطقه تحویل داده شود.
- ماده۶:دارایی‌های داخل کلیساها همچون نقاشی‌ها، کتاب‌های دست‌نویس، انجیل‌ها و غیره باید صورت برداری و در همان محل نگهداری شود تا پس از اسکان ارمنیان کوچ داده شده در مکان جدید برای آنان فرستاده شود.
- ماده۱۱: خانه‌ها و زمین‌های کشاورزی ارمنیان روستایی کوچ داده شده به مهاجران ترک منطقهٔ بالکان داده و برای آنان سند مالکیت صادر شود.
- ماده۲۲: وجوه گردآوری شده از زمین‌های فروخته یا اجاره داده شده به ساکنان جدید باید با ذکر نام صاحب ملک به خزانهٔ دولتی واریز شود تا در آینده به صاحبان اصلی آنان پرداخت شود.

در ۱۰ ژوئن همان سال به این دستورالعمل، که به علت عدم تصویب در مجلس وجهه قانونی نداشت، مواد تکمیلی اضافه شد که براساس آن کلیهٔ دارایی‌های ارمنیان منطقه را بی صاحب اعلام و حکم مصادرهٔ آن‌ها را به نفع دولت صادر کردند.

## تخصیص پول و دارایی‌های ارمنیان
تخصیص پول و دارایی‌های ارمنیان برای مصارف دیگر:
قسمت عمده اموالی که ارمنیان به جا گذاشتند، اغلب بدون مطالبه پرداخت بها یا با شرایطی مطلوب، از جمله به صورت اقساط، به منظور ایجاد یک طبقه متوسط مسلمان به افراد یا شرکت‌های مسلمان واگذار شد.
- گسترش طبقه متوسط مسلمانان
- در تلگرامی از اداره اسکان قبایل و پناهندگان وزارت داخله به آدانا و نیز در تلگرامی از مدیریت امنیت عمومی به استانداری ایالتی دیاربکر آمده‌است: «بایسته‌است دارایی‌هایی که قبل از اخراج به ارمنیان تعلق داشته در میزانی معقول به مسلمانان انتقال یابد.»
- در تلگرام‌هایی از وزارت داخله به فرمانداران ایالت‌های ارزروم، آدانا، ادرنه و دیگر ایالت و استانداری‌های شانلی‌اورفه، قهرمان‌مرعش و قیصریه و غیره و نیز رؤسای کمیسیون‌های تسویه مالی در حلب و آدانا آماده است برای افزایش مشاغل مسلمانان باید اموال ارمنیان به صورت سهامی در اختیار صاحبان مشاغل و کشاورزان قرار گیرد. برای پیشبرد این هدف تمام مراجع رسمی باید هر کاری برای گسترش تجارت در میان مسلمین لازم است انجام دهند.
- تلگرامی از وزارت داخله رئیس کمیسیون تسویه مالی ترابزون می‌گوید: «برای انتقال موسسات تجاری و صنعتی مسلمانان مغازه‌های رها شده باید به صورت اقساط به افراد جوان فروخته شود.»
- تلگرامی ارسال از وزارت داخله به رئیس کمیسیون تسویه مالی استانبول نحوه واگذاری موسسات تجاری و صنعتی ارمنیان و نیز موسسات مذکور را توضیح می‌دهد.
- یک تلگرام تکمیلی از وزارت داخله به فرمانداران آدانا و آنکارا و دیگر ایالات و نیز به استانداری‌های قیصریه و دیگر مناطق و همچنین به دفاتر رؤسای کمیسیون‌های تسویه آدانا و حلب و دیگر مناطق دستورالعمل‌هایی دربارهٔ اجاره کارگاه‌ها و فروشگاه‌های ارمنیان، به منظور جلوگیری از متروک و بلااستفاده ماندن آنها، به شرکت‌های مسلمان با اجاره بهای پایین صادر کرده‌است.
- فراهم آوردن نیازهای مهاجرین جدید

اموال ارمنیان همچنین میان مسلمانانی که در نواحی کاملاً ارمنی‌نشین سابق اسکان داده شدند توزیع شد. کابینه هدف این اسکان‌های مجدد را علناً در آیین‌نامه‌هایی که در ۳۰ مه و ۱۰ ژوئن ۱۹۱۵ صادر کرد، اعلام نمود. مکاتبات متعددی به مراکز حکومتی مختلف ارسال شده‌است.
- تلگرامی ارسال شده از وزارت داخله به فرمانداران آنکارا، آدانا و حلب و سایر مناطق و نیز استانداری‌های اورفه و سایر مناطق دربارهٔ ثبت خانه‌های متروک به مهاجرین تازه‌وارد بحث می‌کند.
- تلگرامی از وزارت داخله به رئیس کمیسیون تسویه ترابزون، دستورهایی دربارهٔ استفاده از مغازه‌ها، انبارها و فروشگاه‌های متروک ارمنیان به منظور تهیه لباس و پوشاک برای پناهندگان مسلمان صادر کرده‌است.
- تلگرامی از وزارت داخله به مراکز حکومتی محلی در آنکارا، آدانا، حلب و غیره و نیز به استانداری‌های اسکی‌شهر و اورفه و مناطق دیگر، دستور داده‌است پناهندگان نیازمند و بی‌پناه مناطق جنگی در املاک متروک ارمنیان اسکان داده شوند به آن‌ها مجوز داده شود و در مشاغل موجود گمارده شوند.
- تأمین نیازهای ارتش

یکی از عمده استفاده‌هایی از دارایی‌های ارمنیان و یونانیان شد برای تأمین و کمک به نیروهای مسلح بود. این مهم از طریق مصادره ساختمان‌هایی که بعداً برای عملیات نظامی مورد استفاده گرفت و نیز فروش تولیدات ارمنیان انجام شد.
- تلگرامی ارسال شده از وزارت داخله در پاسخ به مکاتبه‌ای از استانداری اورفه به جمع‌آوری محصولات برجا مانده ارمنیان و تخصیص آن به ارتش اشاره می‌کند.
- تلگرامی از دبیرخانه وزارت جنگ به استانداری کوتاهیه خواستار اطلاعاتی دربارهٔ نوع، کمیت و ارزش دارایی‌ها و کالاهایی که باید به ارتش منتقل شوند می‌شود.
- تلگرامی ارسالی از وزارت داخله به استانداری استان چناق‌قلعه به ارزش مالی انگورهای تاکستان‌های رها شده قبل از تحویل آن به ارتش اشاره می‌کند.
- تأمین هزینه اخراج‌ها

درآمد حاصله از فروش دارایی‌های ارمنیان برای جبران هزینه‌های مربوط به تبعید صاحبان آن مصرف شده‌است.
- تلگرامی از وزارت داخله به رئیس کمیسیون اداره دارایی‌های به جامانده در حلب، به استفاده از بخشی از عواید حاصل از فروش احشام ارمنیان به منظور تبعید آنان و رفع ملزومات تبعید مربوط می‌شود.
- تلگرامی ارسالی از وزارت داخله به شکرو بی، مدیر امور مهاجران در حلب، دستور می‌دهد درآمد به دست آمده از دارایی‌های متروک ارمنیان در حلب به اضافه پولی که از اسکی شهر فرستاده شده به منظور تأمین مخارج اخراج و نگهداری ارمنیان هزینه شود.
- تلگرامی از وزارت داخله به استانداری حلب، دستور می‌دهد عواید حاصل از دارایی‌های جامانده ارمنیان به منظور تأمین مخارج اخراج‌ها به خزانه منتقل شود.
- تأمین سایر نیازها و مصارف دولت

در بعضی موارد از ساختمان‌های متعلق به ارمنیان به عنوان زندان یا برای سایر نیازهای دولتی استفاده می‌شد.
- تلگرامی از اداره زندان‌ها به فرمانداری‌های ایالتی و استانداری‌های ادیرنه، آدانا و آنکارا و مناطق دیگر، دربارهٔ در دسترس بودن ساختمان‌های رها شده و به اندازه کافی بزرگ ارمنیان برای تبدیل به زندان و وضعیت مرمت آن‌ها استعلام می‌کند.
- تلگرامی از اداره بهداشت عمومی به شعب ایالتی خود در ارزروم، بتلیس، سیواس و سایر مناطق خواستار اختصاص ساختمان‌ها و تجهیزات پزشکی به جا مانده غیر مسلمین برای استفاده در این مناطق.

«این اسناد علت اعزام‌های متوالی نمایندگان حکومت را به ایالات برای تحقیق دربارهٔ غارت محلی اموال ارمنیان که مقامات عثمانی آن را برای اهداف خود می‌خواستند، روشن می‌سازد. به همین جهت با غارت از سوی افراد مستقل هیچ مدارایی وجود نداشت زیرا هدف غارت از سوی مقامات عالی بود. آنجا کنسول گری آلمان قانون ۲۶ سپتامبر ۱۹۱۵ میلادی را غارت قانونی می‌نامد.»

## اقدامات دولت پس از جنگ
در تمام مباحثات پارلمانی نمایندگان نگرانی‌های شان را در مورد مسئله بازگشت ارمنیان اخراجی و تبعیدی و بازگرداندن اموال و منازل آنها، اظهار کردند. کابینه مستعجل احمد عزت پاشا که ادعا کرد رفتار با ارمنیان در زمان جنگ فی الواقع یک مهاجرت درونی و انتقال آن‌ها از ناحیه‌ای به ناحیه دیگر بوده‌است. فرمان داد تبعیدی‌ها آزادند به خانه و کاشانه خود برگردند و به منظور اجرای این حکم، ابلاغیه‌ای را برای تمام ایالات فرستاد. از سوی دیگر در هیئت اعیان، علی فتحی اوکیار به اطلاع اعضاء رساند که دولت تصمیم گرفته‌است تبعیدی‌ها را تدریجاً به خانه‌هایشان بازگرداند و این یعنی باید حرکتی کرد تا جلوی این اقدام گرفته شود.
با بازگرداندن و اسکان زنان و کودکانی که از خانواده‌های خود جدا افتاده بودند، کابینه قدم‌های بسیار کوچکی در این زمینه برداشت. در مورد تعقیب و دستگیری کسانی که در نسل‌کشی دست داشتند، هیچ اقدامی صورت نگرفت.
در واقع شرایط موجود برای پیش برد این هدف بسیار سخت بود زیرا طبق دفتر دستورالعمل‌های مربوط به اموال متروکه، دارایی‌های متعلق به اقلیت‌ها به مسلمانان واگذار شد (مهاجران تازه‌وارد، مقامات دولتی و غیره)، برخی به عنوان اقامت گاه‌های موقتی برخی برای استفاده عموم و برخی هم مصادره شدند. علاوه بر این بسیاری از مالکان اصلی به قتل رسیده بودند. مسلمانان محلی هم در مقابل این سیاست مقاومت نشان می‌دادند به ویژه آن‌هایی که در خانه‌های خالی اسکان یافته بودند.
بزرگترین چالش اموال و دارایی‌های مصادره شده بود، زیرا فهرست جامعی موجود نبود. طی نسل‌کشی درخواست‌های متوالی سفارت آلمان مبنی بر این که ارمنیانی به کلیسای کاتولیک تعلق دارند باید به خانه و کاشانه‌شان برگردند، از سوی طلعت پاشا رد شد، با این استدلال که این امر غیرممکن است زیرا نمی‌توانند اموال خود را پیدا کنند.
بازگشت زنان و کودکان ارمنی دزدیده شده توسط تُرک‌ها یا کُردها مسئله دیگری بود. علیر غم دولت مشکلات بزرگی بر سر راه وجود داشت و اشتباهات بزرگی روی دادند. یافتن زنان و کودکان ارمنی در منازل تُرک‌ها مشکل بود. خانواده‌ها به عمد چند پاره شده بودند. کودکان از والدین شان جدا و به زور مسلمان شدند و به یتیم خانه‌ها فرستاده شدند. بعضی از این بچه‌ها به روستاهای اطراف فرستاده شدند و دختران به زور به عقد مسلمانان درآمدند.
در زمان نسل‌کشی گزارش‌های زیادی به ایالات فرستاده شدند که خود نشان می‌داد در این اخراج‌ها و تبعیدها، اهداف نسل‌کشی هم دنبال می‌شد. برای مثال تلگرامی از وزارت داخله به ایالات و بخش‌های مختلف فرستاده شد که در آن دستور داده شد افرادی که بستگان یا قیم زنده‌ای ندارند باید به شهرها و روستاهایی فرستاده شوند که در آن‌ها هیچ خارجی یا ارمنی ای زندگی نمی‌کند، دختران جوان و بیوه‌ها باید ازدواج می‌کردند و بچه‌ها باید به یتیم خانه فرستاده می‌شدند.
برای مثال می‌توان به ناحیه سیواس اشاره کرد. در تحقیقات فرماندار ایالتی سیواس، معمر بیگ، کمیسیون بررسی جنایی گزارش داد که تمام پسران ارمنی باقی‌مانده ختنه شده‌اند. در حالی که خانواده‌های ارمنی از هم گسیخته‌اند و در حالی که مردان اخراج شدند، زنان و کودکان را از هم جدا و در روستاها و شهرهای مختلفی پخش می‌کردند که در آن‌ها هیچ اقلیت خارجی یا ارمنی زندگی نمی‌کردند. حزب اتحاد و ترقی در نظر داشت کودکان مقیم یتیم خانه‌ها را که از قبول اسلام سر باز می‌زدند، اخراج کند. چنین اعمالی با اعتراضات همیشگی همراه بود به ویژه در یتیم خانه‌هایی که توسط گروه‌های میسیونری آلمانی اداره می‌شد. در مقابل این اعتراضات فرمان‌هایی از استانبول صادر می‌شد که در آن‌ها دستور داده شده بود فعلاً با بچه‌های مقیم این یتیم خانه‌ها کاری نداشته باشند.
آدمیرال وب که سه یادداشت مفصل در مورد گم شدن زنان و کودکان ارمنی نوشته بود، در بیست و هفتم فوریه ۱۹۱۹ میلادی گزارش کرد که تعداد زیادی از زنان به عقد کسانی درآمده‌اند که تا الان چهار سال است با آنان زندگی می‌کنند، اگر این زنان مجبور به رفتن بشوند حتی نمی‌دانند به کجا باید برگردند یا چه کسانی از بستگان آن‌ها زنده هستند. همین مسائل گریبان گیر بچه‌ها نیز بود.
دلایل کم ثمربودن اقدامات در مورد بازگشت ارمنیان اخراجی و تبعیدی و بازگرداندن اموال و منازل آنها، طبقه ثروتمندای که به واسطه تصاحب اموال ارمنیان به وجود آمده و در نتیجه نسل‌کشی و چپاول دارایی‌های کشته شدگان متمول تر هم شده بود. به هیچ وجه به فکرشان هم خطور نمی‌کرد که اموال غارتی را بازگردانند.
یکی از نمایندگان بریتانیا طی گردشی در نواحی دریای سیاه در تاریخ ۲۹ اکتبر ۱۹۱۹ میلادی می‌نویسد:
«وضعیت به گونه‌ای است که انگار جامعه ارمنی به کلی محو شده‌است. اموال یونانیان و ارمنیان بازگردانده نشدند، عده زیادی با فروش این اموال برای خود زندگی ساخته‌اند.»
این افراد از جنبش ناسیونالیسم تُرک حمایت خواهند کرد تا مجبور نشوند اموالی را که در تصاحب شان است، پس دهند. چنان‌که مورخ تُرک، دوغان آوجی اوغلو می‌نویسد: «این تصادفی نیست که در همه جا جنبش ناسیونالیستی پا گرفت، عملیات بازگرداندن اموال یونانیان و ارمنیان و مجازات کسانی که به آنان ظلم و ستم روا داشتند، با مانع روبرو شد.»
در اول اکتبر ۱۹۱۹ میلادی آدمیرال وب بر این مطلب صحه می‌گذارد و به اطلاع جرج کرزن می‌رساند، «کسانی که در برنامه اخراج دست داشتند، سمبل وطن‌پرستی شدند.»
از همین رو اقدامات صورت گرفته توسط دولت‌های مختلف در دستگاه امپراتوری عثمانی با ظهور جنبش ناسیونالیستی متوقف شد.

## باطل نشدن جبران خسارت و استرداد به واسطه مرور زمان
اصل جبران خسارت و استرداد اموال با گذشت زمان از بین نمی‌رود، چراکه جنایت نسل‌کشی به‌طور پیوسته و مستمر و به معنای حقیقی و قانونی ادامه دارد؛ پس بازماندگان فاجعه نسل‌کشی ارمنیان چه به صورت فردی و چه گروهی، هنوز در پی جبران خسارتشات هستند. همان‌طور که بازماندگان یهودی کشتار یهودیان، در پس گرفتن اموالشان از بسیاری از کشورهای مصادره‌کننده موفق بودند. هرگاه امکان جبران کامل وجود داشت، باید علاوه بر استرداد اموال، شرایط اولیه زندگی قبل از جنایت نیز برای خسارت دیدگان فراهم شود، ولی هرکجا جبران کامل ممکن نبود، می‌توان از پرداخت نقدی به جای آن بهره برد.
در بخشی از اصول و برنامه‌های اولیه سازمان ملل دربارهٔ حق غرامت قربانیان تجاوز به حقوق بشر و حقوق بشردوستانه بین‌الملل این‌طور آمده‌است:
افرادی که می‌توانند به‌طور فردی یا در مواردی به صورت دسته جمعی تقاضای دریافت خسارت کنند عبارتند از:قربانیان مستقیم نقض حقوق بشر و قوانین انسان دوستانه بین‌المللی، اقوام نزدیک، فرزندان یا سایر افرادی که با قربانیان ارتباط نزدیک دارند.
اصل نهم که بسیار مهم است:
قاعده مرور زمان نباید در اصول مدتی که روش‌های جبران خسارت برای نقض حقوق بشر و مقررات انسان دوستانه بین‌المللی وجود ندارند به کار گرفته شود. دعاوی مدنی مربوط به جبران تجاوز به حقوق بشر و قوانین انسان دوستانه بین‌المللی نباید منوط به قوانین مقیدکننده باشند.
و اصل دوازدهم:
جبران خسارت باید به منظور برقراری شرایط موجود پیش از نقض حقوق بشر و قوانین انسان دوستانه بین‌المللی انجام شود. مفهوم جبران خسارت از جمله عبارت است از بازگشت فرد به محل سکونت خود و استرداد اموال.
بنا به گزارش همتراز کمیسیون فرعی سازمان ملل «هرگونه تجاوز به حقوق بشر، حق جبران خسارت قربانیان و وارثان را به دنبال داشته و دولت‌ها را متعهد می‌کند تا تاوان صدمات واردشده توسط مجرمین را از آنان طلب کنند».
دو اصل کلی دیگر نیز در زمینه جبران نقص حقوق بشر وجود دارد. یکی اصل (از نادرست، درست به وجود نمی‌آید) است که طبق آن به کشوری که مرتکب جنایت شده نباید اجازه داد که از تجاوزات خود سود ببرد و دیگری اصل (کسب دارایی غیرعادلانه) است که با استناد به آن مجرم نخواهد توانست از پیامدهای گناه خود استفاده کند.
در طی کوچ اجباری و قتل‌عام ارمنیان و پس از آن اراضی، ساختمان‌ها، حساب‌های بانکی و سایر اموال ارمنیان توقیف شد. هنری مورگنتاو سفیر آمریکا در خاطراتش به حادثه‌ای اشاره می‌کند که مبین توقیف منظم و برنامه‌ریزی شده اموال بازماندگان قتل‌عام توسط حزب حاکم عثمانی است. او می‌نویسد:
روزی طلعت پاشا تقاضای شگفتی از من کرد. سال‌ها بود که شرکت بیمه عمر نیویورک تعداد قابل توجهی از ارمنیان را تحت پوشش داشت. طلعت گفت:من می‌خواهم که تمام شرکت‌های بیمه عمر آمریکا برای ما فهرست کاملی از ارمنیان تحت پوشش خود را بفرستند زیرا همه این افراد در حال حاضر مرده‌اند و وارثی ندارند که پول بیمه به آن‌ها برسد. این مبلغ مسلماً به دولت ما می‌رسد. اما مورگنتاو به تقاضای طلعت تن درنداد.
براساس میثاق بین‌المللی حقوق سیاسی و مدنی که در ۲۳ سپتامبر ۲۰۰۳ میلادی به تصویب دولت ترکیه رسیده و در همین تاریخ به اجرا درآمد. تعهدات ناشی از ماده یک دربارهٔ حقوق مردم در قبال دارایی و ثروت طبیعی شان و همچنین تعهدات به وجودآمده از ماده ۲۷ که قواعد خاصی برای اقلیت‌های فرهنگی و قومی در نظر گرفته درخور توجه است که سخن از بی عدالتی تاریخی و جبران آن به میان می‌آورد؛ لذا طبق ماده ۱ و ۱۷ میثاق مزبور ارمنیان می‌توانند برای گرفتن میراث فرهنگی (میراث فرهنگی ارمنیان در ترکیه) خود در مراجع صالح بین‌المللی اقامه دعوی کنند.
از آنجایی که هم ترکیه (۳۱ ژوئیه ۱۹۵۰) و هم ارمنستان (۲۳ ژوئن ۱۹۹۳) از امضاکنندگان کنوانسیون منع نسل‌کشی هستند، می‌توان به ماده هشت این کنوانسیون استناد کرد که تصریح می‌کند (هرکدام از طرفین ممکن است از نهادهای صالح سازمان ملل برای جلوگیری از کشتار در هر کجا که مناسب تشخیص داده شود، کمک گیرند). جلوگیری معنایی فراتر از صرف عدالت انتقام جویانه دارد. برای جلوگیری از وقوع جرم لازم است که تا حد امکان جلوی پیامدهای آن را گرفت. رسیدن به این هدف علاوه بر مجازات مجرمین، مستلزم استرداد و جبران خسارت نسل‌های بازمانده‌است؛ لذا ارمنستان هم می‌تواند به ماده نه کنوانسیون نسل‌کشی استناد جوید که می‌گوید:
اختلاف میان طرفین قرارداد در مورد تفسیر، شمول و اجرای کنوانسیون حاضر و مواردی که به مسئولیت یک کشور در قبال نسل‌کشی یا هر عمل دیگری که در ماده سه این کنوانسیون قید شده ارتباط دارد، باید در صورت تقاضای هرکدام از طرفین به دادگاه بین‌المللی تسلیم شود.
بسیاری از کلیساها و صومعه‌ها در اتحاد جماهیر شوروی سابق که شامل ارمنستان نیز می‌شد در دهه ۱۹۹۰ به ارمنستان برگردانده شد. این اموال هفتاد سال پیش از این تاریخ به دنبال انقلاب بلشویکی مصادره شده بود. تصمیم دیوان دادگستری بین‌المللی دربارهٔ جنایت نسل‌کشی، می‌تواند تقاضای استرداد هویت فرهنگی و سایر اموال مصادره شده را به صاحبان حقیقی آن یعنی مردم و کلیسای ارمنی تسهیل کند.

## مصادره اموال
گورستان ارمنی پانگالتی یا گورستان هاگوپ مقدس در نزدیکی میدان تقسیم استانبول در اصل متعلق به بیمارستان هاگوپ مقدس می‌باشد که در سال ۱۹۳۰ میلادی توسط دولت وقت مصادره و تخریب شد.
و به جای آن پارک گزی، چند هتل و سازمان رادیو و تلویزیون دولتی ترکیه به جای آن ساخته شد زمین این گورستان متعلق به ارمنیان بود و بزرگترین گورستان غیر مسلمان استانبول بوده‌است.
بیمارستان و کلیسای مقدس نجات دهنده در سال ۱۸۳۲ میلادی توسط هاروتیون پزچیان، در استانبول ساخته شد که نوزده ملک و سایر دارایی بیمارستان مصادره شده‌است.
یکی از املاک بیمارستان و کلیسای مقدس نجات دهنده، بیمارستان، (Selamet Han) می‌باشد که این بیمارستان توسط مهندس معمار هوسپ آزناوُر طراحی، و با سرمایه‌گذاری بازرگان ارمنی به نام کالوست گلبنکیان، در سال ۱۹۵۴ ساخته شد.
این ملک توسط دولت در سال ۱۹۷۴ میلادی مصادره شد.
یکی دیگر از زمین‌های بیمارستان و کلیسای مقدس نجات دهنده، یک باغ به وسعت ۴۴٬۰۰۰ متر مربع می‌باشد که یک ورزشگاه فوتبال به نام زِیتین بورنو در آن ساخته شده‌است این زمین در سال ۱۹۸۵ میلادی توسط شهرداری مصادره شده‌است.
زمین کاخ ریاست جمهوری که قبلاً یک باغ انگور بود که متعلق به یک تاجر ثروتمند جواهر-طلا به نام «اُهانس کاسابیان» می‌باشد، که در طی نسل‌کشی ارمنیان او از آنکارا به استانبول فرار کرد و زمین او مصادره شد.
زمین پایگاه هوایی اینجرلیک، متعلق به سه نفر ریتا ماهدسیان، آلکس باکالیان و آنائیس هاروطونیان می‌باشد. این زمین در سال ۱۹۲۳ میلادی، پس از نسل‌کشی، توسط بانک کشاورزی ضبط شد.
کالج ساناساریان، در سال ۱۸۸۱ میلادی توسط نیکوکار ارمنی به نام «مگردیچ ساناساریان» در شهر ارزروم برای آموزش زبان ارمنی بنا شده‌است.بسیاری از معلمان این کالج در طی نسل‌کشی کشته شده‌اند و ساختمان تخریب شد. در همین ساختمان کنگره ارزروم را برگزار کردند.
فرودگاه دیاربکر، در گذشته یک زمین مزروعی متعلق به خانواده «باسماسیان» می‌باشد که در طی نسل‌کشی آن خانواده تبعید و زمین مصادره می‌شود.
کارخانه اولکر، بر روی یک گورستان متعلق به «کلیسای نیگوغایوس» که بین سده هفده تا سده نوزده فعال بوده ساخته شده‌است. این زمین توسط مدحت پاشا مصادره شده و سنگ قبرها به فروش می‌رساند و در سال ۱۹۴۸ میلادی کارخانه اولکر ساخته شد.

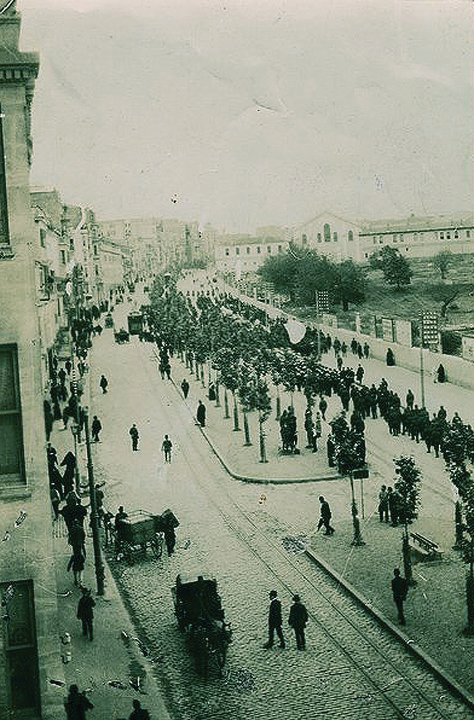
گورستان ارمنی پانگالتی
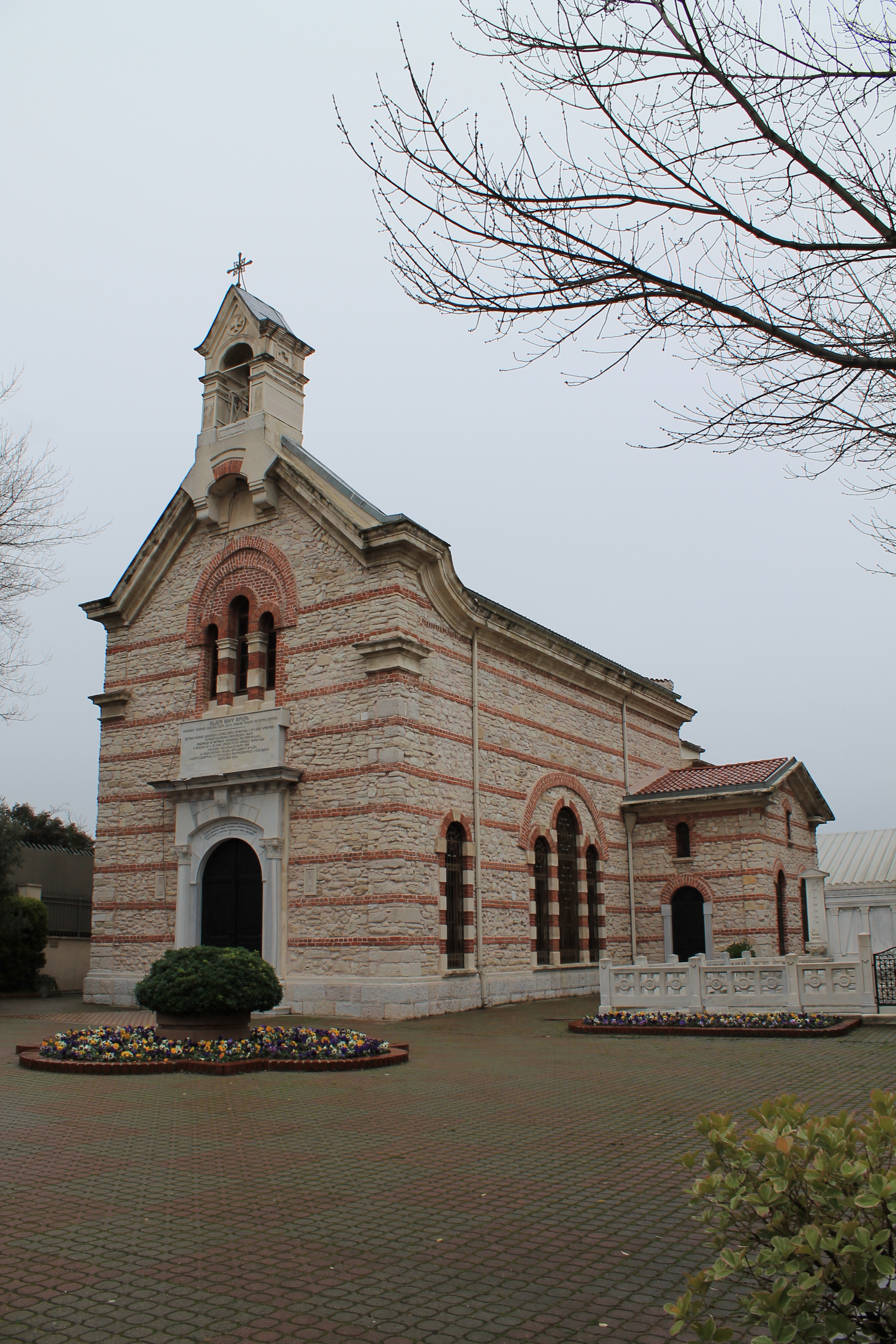
بیمارستان و کلیسای مقدس نجات دهنده
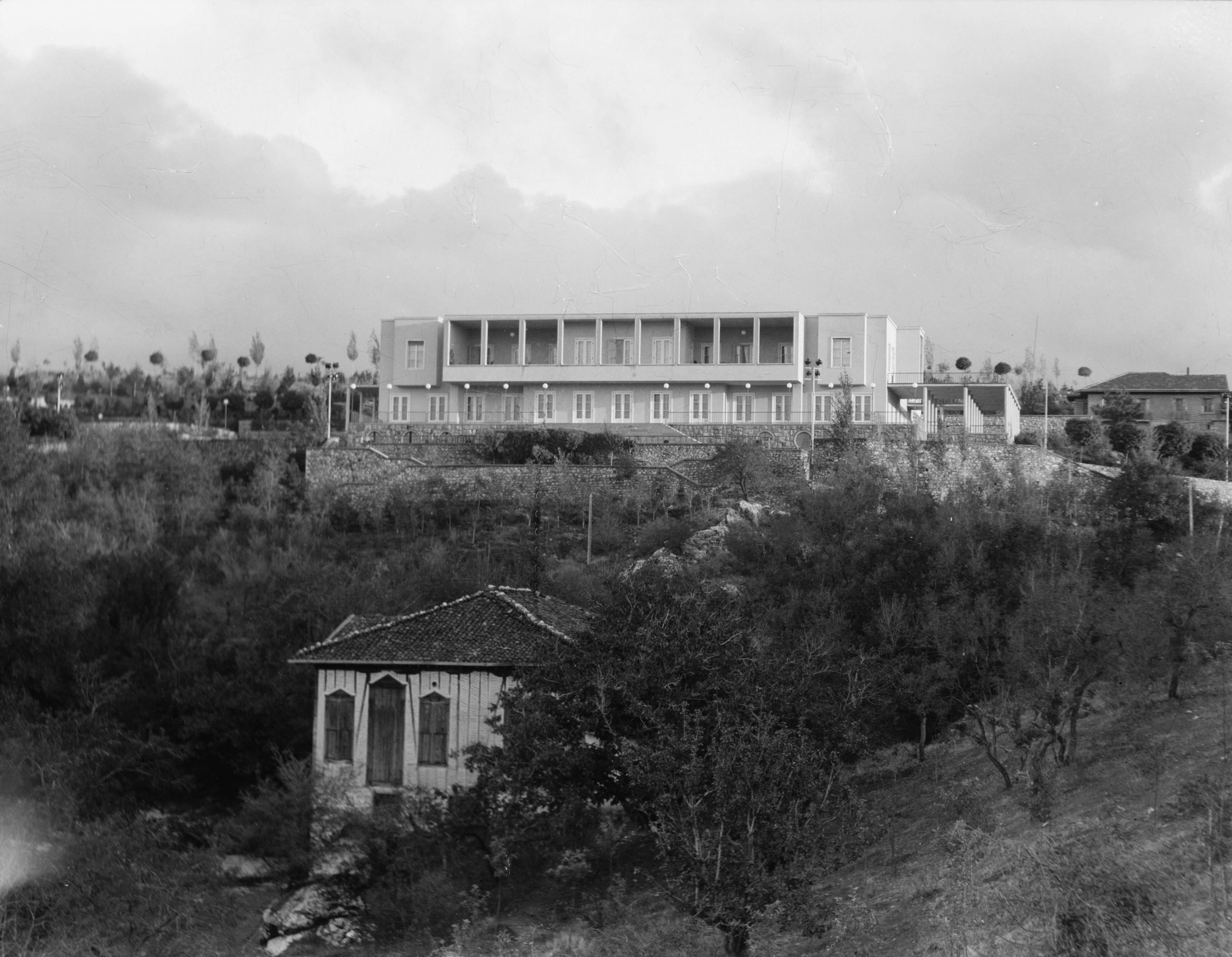
کاخ ریاست جمهوری
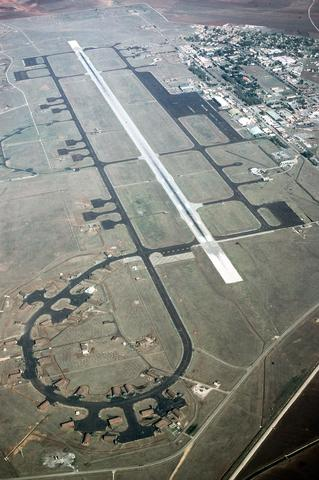
پایگاه هوایی اینجرلیک
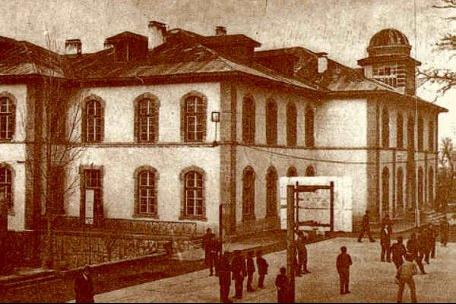
کالج ساناساریان
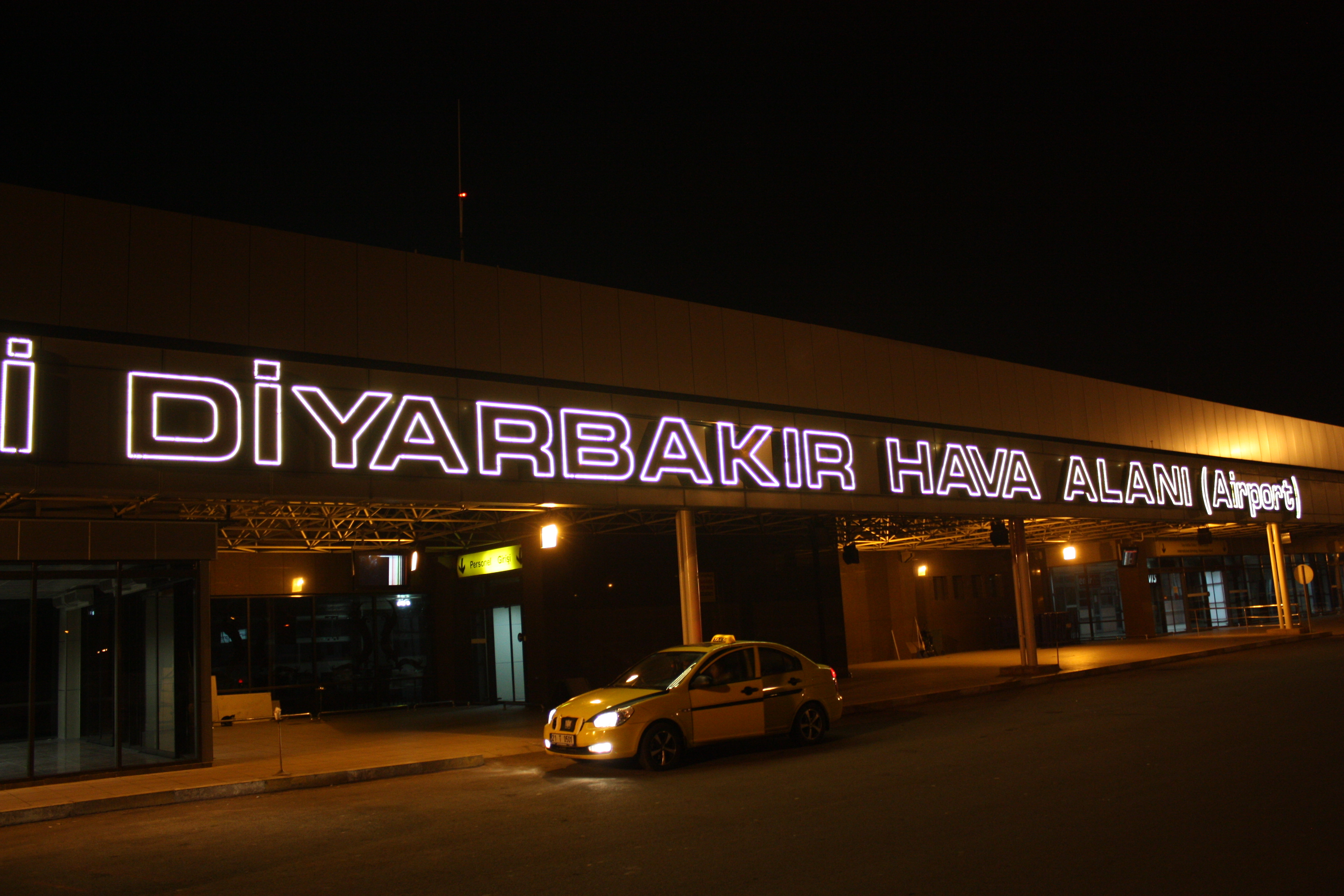
فرودگاه دیاربکر

## فهرست کتاب لاتین
- Akçam, Taner (2007). A Shameful Act:: The Armenian Genocide and the Question of Turkish Responsibility. Macmillan. ISBN 978-0-8050-8665-2.
- Akçam, Taner (2012). The Young Turks' Crime Against Humanity the Armenian Genocide and Ethnic Cleansing in the Ottoman Empire. Princeton: Princeton University Press. ISBN 1-4008-4184-4.
- Atılgan; Eren; Mildanoğlu; Polatel, Mehmet; Onat; Nora; Mehmet (2012). 2012 Beyannamesi: İstanbul Ermeni vakıflarının el konan mülkleri (in Turkish). Uluslararası Hrant Dink Vakfı Yayınları.
- Baghdjian, Kevork K. (2010). A.B. Gureghian, ed. The Confiscation of Armenian properties by the Turkish Government Said to be Abandoned. Printing House of the Armenian Catholicosate of Cilicia. ISBN 978-9953-0-1702-0.
- Balakian, Peter (2003). The Burning Tigris: The Armenian Genocide and America's Response. New York: HarperCollins. ISBN 0-06-019840-0.
- Cagaptay, Soner (2013). Islam, secularism, and nationalism in modern Turkey: who is a Turk?. Routledge. ISBN 978-1-134-17448-5.
- Dadrian, Vahakn N. (1995). The History of the Armenian Genocide: Ethnic Conflict from the Balkans to Anatolia to the Caucasus. Oxford: Berghahn Books. ISBN 1-57181-666-6.
- Hartunian, Abraham H. (1986). Translated from the original Armenian manuscripts by Vartan Hartunian; preface by Henry Morgenthau, Sr. ; introduction by Marjorie Housepian, ed. Neither to laugh nor to weep: a memoir of the Armenian genocide (2nd ed.). Cambridge, Mass. : Armenian Heritage Press. ISBN 0-935411-00-3.
- Hatemi, Kezban; Kurban, Dilek (2009). Bir "yarbancı"laştırma hikâesi: Türkiye'de gayrımüslim cemaatlerin vakif ve taşınmaz mülkiyet sorunu (PDF) (in Turkish). İstanbul: TESEV Yayınları. ISBN 605-5832-06-2.
- Hovannisian, Richard G. (1971). The Republic of Armenia: The first year, 1918–1919. 1. Berkeley: University of California Publishing. ISBN 978-0-520-01805-1.
- Hovannisian, Richard G. (2008). Richard G. Hovannisian, ed. The Armenian genocide cultural and ethical legacies. New Brunswick, N.J. : Transaction Publishers. ISBN 1-4128-0891-X.
- Kardeş, Selahattin (2012). Tehcir ve Emval-i Metruke Mevzuatı (PDF) (in Turkish) (2nd ed.). Ankara: T.C. Maliye Bakanlığı (Finance Ministry of the Republic of Turkey). ISBN 975-8195-17-4.
- Kevorkian, Raymond H. (2010). The Armenian genocide: a complete history (Reprinted. ed.). London: I. B. Tauris. ISBN 1-84885-561-3.
- Marashlian, Levon (1999). Richard G. Hovannisian, ed. Finishing the Armenian Genocide: Cleansing Turkey of Armenian survivors. Wayne State University Press. pp. 113–146. ISBN 978-0-8143-2777-7.
- Oran, Baskın (2006). Türkiye'de azınlıklar: kavramlar, teori, Lozan, iç mevzuat, içtihat, uygulama (in Turkish) (3 ed.). İstanbul: İletişim. ISBN 975-05-0299-X.
- Peroomian, Rubina (2008). And those who continued living in Turkey after 1915: the metamorphosis of the post-genocide Armenian identity as reflected in artistic literature. Yerevan: Armenian Genocide Museum-Institute. ISBN 978-99941-963-2-6.
- Ruggles, D. Fairchild (2012). On location heritage cities and sites. New York, NY: Springer. p. 174. ISBN 978-1-4614-1108-6.
- Sachar, Howard M. (2007). A History of the Jews in the Modern World. Random House LLC. ISBN 0-307-42436-7.
- Sarafian, Ara (1998). James L. Barton, ed. "Turkish atrocities": statements of American missionaries on the destruction of Christian communities in Ottoman Turkey, 1915–1917. Ann Arbor, Michigan: Gomidas Institute. ISBN 1-884630-04-9.
- Toriguian, Shavarsh (1988). The Armenian question and international law (2nd ed.). La Verne, Calif. , U.S.A. : ULV Press. ISBN 978-0-911707-13-7.
- Turabian, Hagop (1962). L'Arménie et le peuple arménien (PDF) (in French). Paris, France: Katcherian.
- Üngör, Uğur Ümit; Polatel, Mehmet (2011). Confiscation and destruction: The Young Turk Seizure of Armenian Property. New York: e Continuum International Publishing Group. ISBN 978-1-4411-3578-0.
- Vryonis, Speros (2005). The Mechanism of Catastrophe: The Turkish Pogrom Of September 6-7, 1955, And The Destruction Of The Greek Community Of Istanbul. Greekworks.Com Incorporated. ISBN 978-0-9747660-3-4.
- Winter, J. M. (2003). America and the Armenian Genocide of 1915. Cambridge University Press. ISBN 978-0-511-16382-1.